# 雅斯门·勒·邦
雅斯門·勒·邦（Yasmin Le Bon；1964年10月29日—），英国超級名模，擁有伊朗血統。她是高級時裝品牌：Ann Taylor、GUESS及Gianfranco Ferré的代言人。雅斯門上過VOGUE、Elle及Cosmopolitan等雜誌封面，也有參與Dior、Chanel、Versace等著名時裝及奢侈品的時裝展。